# Bezpieczeństwo dostaw energii elektrycznej
Bezpieczeństwo dostaw energii elektrycznej – zdolność systemu elektroenergetycznego do zapewnienia bezpieczeństwa pracy sieci elektroenergetycznej oraz równoważenia dostaw energii elektrycznej z zapotrzebowaniem na tę energię.
Operator systemu przesyłowego, zgodnie z Instrukcją Ruchu i Eksploatacji Sieci Przesyłowej, na bieżąco kontroluje warunki pracy KSE. W szczególnych przypadkach operator systemu przesyłowego może stwierdzić zagrożenie bezpieczeństwa dostaw energii elektrycznej i podać do publicznej wiadomości komunikat o wystąpieniu zagrożenia bezpieczeństwa dostaw energii elektrycznej i podejmowanych działaniach.